# La máquina de bailar
La máquina de bailar es una película cómica española de 2006  escrita por Oscar Aibar y Jimina Sabadú y dirigida por el propio Óscar Aibar sobre un variopinto grupo de chicos de barrio que se ven obligados a participar en una estrafalaria competición de Dance Dance Revolution, un videojuego de baile creado por Konami. 

## Argumento
Dani (Jordi Vilches) es un chaval que pasa los ratos muertos con sus amigos en los recreativos New Park jugando a un peculiar videojuego de baile llamado La máquina de bailar. Un día el vigilante de seguridad del supermercado donde trabaja de reponedor, un hombre con aspecto de pocos amigos, le encarga cuidar de su serpiente mientras está haciendo un curso. Dani aprovecha que tiene las llaves de la casa para organizar una fiesta con los amigos en la que la serpiente acaba muriendo en un absurdo accidente. La pandilla se ve obligada a inscribirse en un torneo del juego de La máquina de bailar para ganar los 10.000 euros que necesitan para comprar otra serpiente antes de que regrese el vigilante. Para ello cuentan con la ayuda de Johnny (Santiago Segura), el encargado del New Park y experto coreógrafo que dejó de bailar en los años 1970 tras un percance del que no quiere hablar.
A la pandilla se une Lara (Bárbara Muñoz), una chica dulce y entusiasta de clase alta de la que inmediatamente se queda prendado Dani. Todo va bien en la competición hasta que Dani se pelea con su amigo a raíz de que este fanfarronee de haberse acostado con Lara. Para colmo de males, este además se une al equipo titular formado por los creadores del videojuego. El equipo de Dani logra empatar en la final con este equipo. Los organizadores de la competición, en una decisión claramente amañada, decretan que para desempatar Dani deberá ganar al japonés que es el mayor campeón mundial del juego.
Dani se entera de que esta y otras irregularidades que se han producido en el juego las ha provocado Fernando (José Corbacho), el jefe de Tony, un ejecutivo desalmado que ha apostado fuertemente en contra del equipo del New Park. Tony lleva décadas aguantando el trato despótico de Fernando, ya que se siente culpable porque la última vez que bailó, su pareja, que era la novia de Fernando, murió cuando se le resbaló de las manos en un giro de baile. Sin embargo, Dani descubre que en realidad antes de empezar dicho baile Fernando había aprovechado un apretón de manos para echarle un líquido deslizante que fue la verdadera causa del accidente, ya que Fernando odiaba a Tony por envidia y porque sabía que su novia le iba a dejar por él. Justo cuando Fernando está a punto de romper las piernas a Dani con ayuda de dos matones, Dani le cuenta lo descubierto a Tony, quien logra reducir a los matones y vengarse de Fernando metiéndole la cabeza en el váter.
Dani se reconcilia con su amigo, quien confiesa que en realidad nunca se acostó con Lara y logra ganar el campeonato y comprar la serpiente de repuesto la cual por desgracia, en un último gag, acaba atacando al rey de España cuando este se acerca a felicitar a Dani por su actuación.

## Origen del proyecto
Oscar Aibar, tras el estreno de Platillos Volantes, buscaba una historia que parodiara las películas de superación deportiva, y al ser entrevistado en el fanzine Mondo Brutto, se encontró un artículo sobre el Dance Dance Revolution escrito por Jimina Sabadú. Tras proponerle adaptar el texto a una película, escribieron una historia por la que se interesó Santiago Segura, que en aquel entonces acababa de protagonizar y coproducir El asombroso mundo de Borjamari y Pocholo.
El guion contó con la colaboración de Borja Cobeaga y Diego San José.

## Crítica y recepción
Las críticas de la película fueron generalmente negativas. Por ejemplo Javier Ocaña en El País escribió: "Santiago Segura, como productor y actor, y Óscar Aibar, como director y coguionista, recurren a un humor entre la escatología y la desvergüenza en el que nada tiene gracia."  Carlos Aguilar en su Guía del cine español dice que la película es "directamente simple", pero que al menos la personalidad del director la pone por encima de otras producciones de Santiago Segura.
Entró en el octavo lugar de las películas más taquilleras de la semana, un puesto muy bajo para una producción de Antena 3 con Amiguetes Entertainment. La recaudación (de cerca de 800.000€) fue muy baja para la época. 
La máquina de bailar fue nominada a los Premios Yoga en varias categorías. 

## Marketing
La película se promocionó de múltiples maneras, como en el programa Donde estas corazón del 23 de septiembre de 2006, donde Santiago Segura bailó junto a María Patiño en una máquina Pump it Up Exceed 2 Santiago Segura. TV :: Santiago Segura - Maquina de Bailar :: TVSHOW., además de un torneo en el centro comercial Westfield Parquesur del que quedó grabada su final.